# Nakajima Kikka

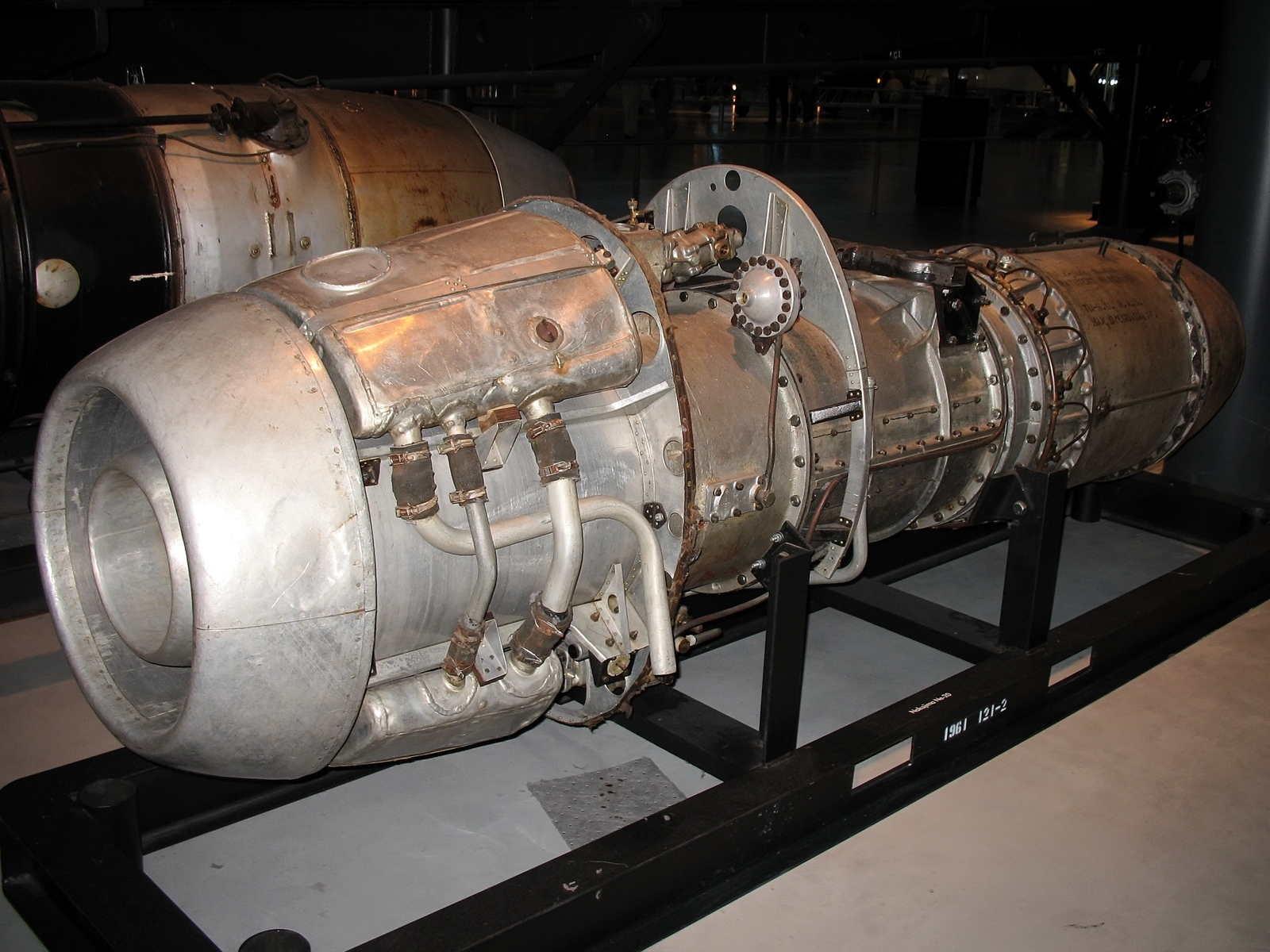
IHI Corporation Turbojet Ishikawajima Ne-20

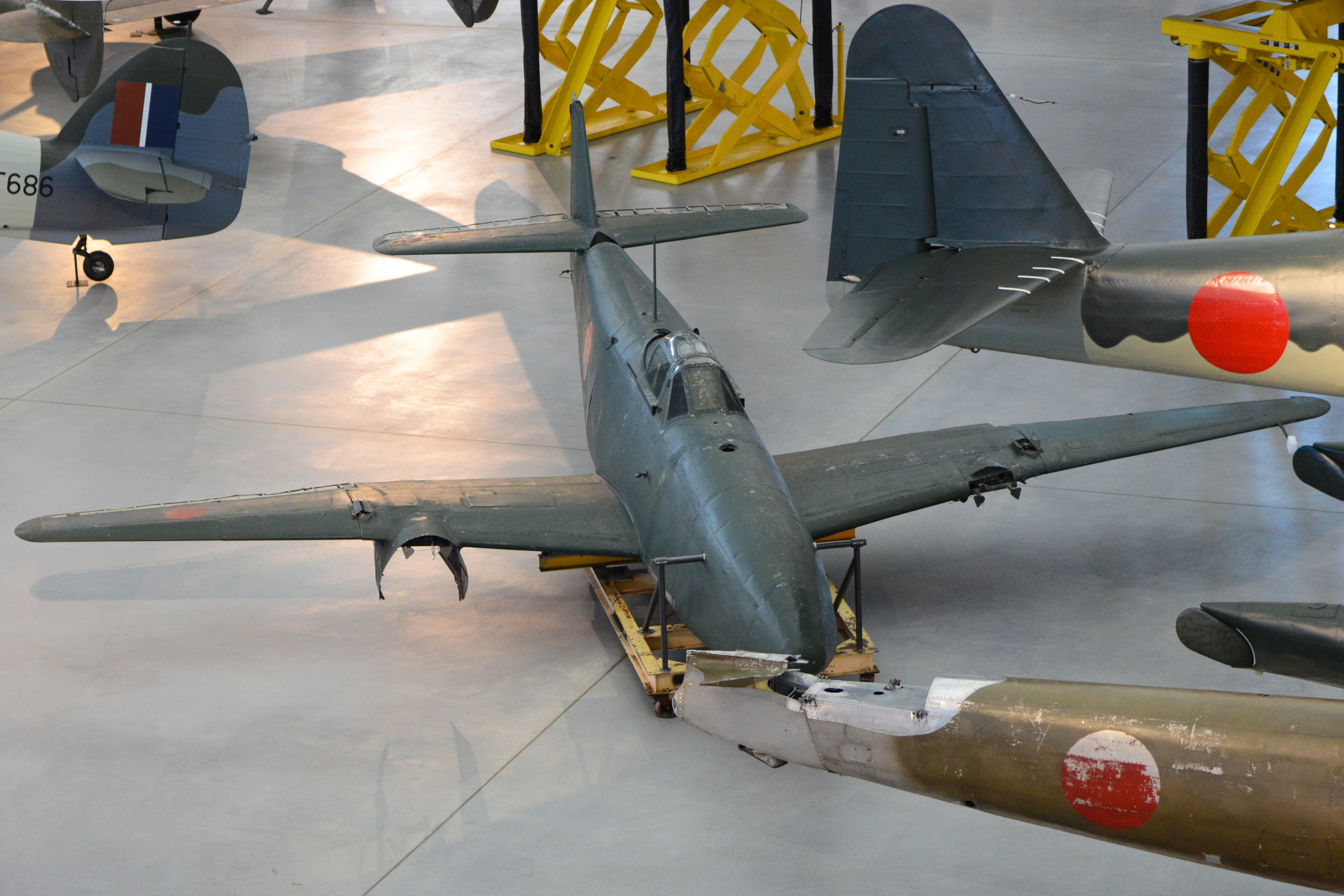
Nakajima Kikka im National Air and Space Museum in Virginia

Die Nakajima Kikka (jap. 中島 橘花, „Kikka“ zu deutsch „Orangenblüte“) war das erste Strahlflugzeug Japans. Es wurde gegen Ende des Zweiten Weltkrieges entwickelt, der Prototyp flog jedoch vor dem Kriegsende nur ein Mal. Teilweise findet man für die Kikka auch die Typenbezeichnung J9Y, es gibt aber keinen Hinweis, dass diese Bezeichnung tatsächlich offiziell vergeben wurde.

## Geschichte
Nachdem der japanische Militärattaché in Deutschland 1944 die Erprobung der Messerschmitt Me 262 gesehen hatte, wurde Nakajima Hikōki mit der Entwicklung eines vergleichbaren Flugzeuges als Schnellbomber beauftragt. Die Spezifikationen enthielten unter anderem die Forderungen, dass das Flugzeug weitestgehend von ungelernten Kräften gebaut werden konnte und dass die Tragflächen klappbar sein sollten. Letztere Forderung sollte eine verborgene Unterbringung in Höhlen und Tunneln ermöglichen, da die japanische Marine sich bereits auf die Verteidigung der heimatlichen Inseln vorbereitete. Die Konstrukteure Kazuo Ohno und Kenichi Matsumura von Nakajima gestalteten daraufhin ein Flugzeug, das der Me 262 ähnelte.
Ursprünglich sollte die Kikka von einem Tsu-11-Triebwerk angetrieben werden – einem nicht sehr weit entwickelten Triebwerk, das nicht viel mehr als ein Rotor mit einem Nachbrenner war. Nachfolgende Entwürfe wurden um ein Ne-10-(TR-10)-Zentrifugalfluss-Strahltriebwerk und ein Ne-12 (Ne-10 mit zusätzlichem vierstufigen Axialkompressor) gestaltet. Versuche mit diesem Triebwerk zeigten bald, dass dieses Triebwerk nicht einmal annähernd die Leistung erreichte, um das Flugzeug anzutreiben. Das Projekt wurde daraufhin vorerst eingestellt. Später wurde entschieden, ein neues Axialfluss-Triebwerk auf Basis des deutschen BMW 003 zu bauen. Die Entwicklung gestaltete sich schwierig, da als Grundlage nicht viel mehr als Fotos und eine Schnittzeichnung zur Verfügung standen. Doch schließlich konnte mit dem Ne-20 von Ishikawajima endlich ein geeignetes Triebwerk gebaut werden.
Im Sommer 1945, als der Krieg in Europa bereits beendet war, machte das Kikka-Projekt weitere Fortschritte, während die japanische Marine aufgrund der sich verschlechternden Kriegslage den Einsatzzweck des Flugzeuges zu einem „Spezial-Angriffsflugzeug“ änderte – einer Bezeichnung, die für Kamikaze-Waffen verwendet wurde.
Verglichen mit der Me 262 war die Kikka deutlich kleiner und konventioneller in der Auslegung. An Stelle der gepfeilten Flügel und Steuerflächen wurden gerade Flächen verwendet. Der charakteristische dreieckige Rumpfquerschnitt der Me 262 war aufgrund der kleineren Treibstofftanks weniger ausgeprägt. Das Hauptfahrwerk wurde von der Mitsubishi A6M Zero, das Bugrad vom Bomber Yokosuka P1Y übernommen. Ein anderes Projekt, das der Me 262 sehr viel mehr ähnelte, war unter der Bezeichnung Ki-201 „Karyu“ geplant.
Der erste Prototyp wurde bei Nakajima am 30. Juni 1945 ersten Versuchen am Boden unterzogen. Im folgenden Monat wurde er demontiert und zum Kisarazu-Marineflugplatz gebracht, wo er wieder zusammengebaut und für die Flugerprobung vorbereitet wurde. Der Erstflug wurde am 7. August 1945 durch Susumu Takaoka durchgeführt. Das Flugzeug zeigte während eines 20-minütigen Erprobungsflugs zufriedenstellende Leistungen, die benötigte Startstrecke wurde jedoch bemängelt. Für einen zweiten Probeflug, vier Tage später, wurden zusätzliche Starthilfsraketen angebracht. Da aber die Ausrichtung dieser Raketen falsch berechnet worden war, glaubte der Pilot irrtümlich, die Raketen hätten nicht gezündet und schaltete die Haupttriebwerke ab. Daraufhin konnte das Flugzeug nicht abheben, rollte über das Ende der Startbahn hinaus und wurde dadurch beschädigt. Japan kapitulierte, noch bevor das Flugzeug repariert werden konnte.
Zu dieser Zeit war der zweite Prototyp fast fertig sowie weitere 18 bis 25 Flugzeuge im Bau. Einer davon war ein zweisitziges Schulflugzeug.
Weitere vorgesehene Versionen waren unter anderem ein Aufklärer und ein Jagdflugzeug mit zwei 30-mm-Kanonen. Diese sollten mit Weiterentwicklungen des Ne-20 angetrieben werden: dem Ne-130 und dem Ne-330.
Nakajima entwickelte mehrere Varianten der „Kikka“:

### Abfangjäger
Geschätzte Daten zu dieser Entwicklung:
Entwicklungen vergleichbar mit der Me-262-A-1a-Jäger-Ausführung
- Nakajima „Kikka“, Abfangjäger-Grundversion
- Besatzung: 1
- Länge: 11,50 m
- Spannweite: 13,70 m
- Höhe: 4,05 m
- Flügelfläche: 25,0 m²
- Flügelstreckung: 7,5
- Startmasse: 7000 kg
- Leermasse: 4500 kg
- Triebwerk: zwei Strahlturbinen Ishikawajima Ne-130, 908 kp (8,90 kN) oder Nakajima Ne-230, 885 kp (8,68 kN)
- Höchstgeschwindigkeit: 852 km/h (Ne-130), 812 km/h (Ne-230)
- Reichweite: 980 km
- Gipfelhöhe: 12.000+ m
- Bewaffnung (Abfangjäger): zwei 30-mm-MK Ho155 oder zwei 20-mm-MG Ho5
- – für die Standardausführung – entsprechend Nakajima Ki-201 „Karyuu“-Abfangjäger der Armee

### Modifizierte Abfangjäger
(Nur unvollständige Daten verfügbar)
- Nakajima „Kikka“, modifizierter Abfangjäger (drei verschiedene Planungen)
- 1945 wurden drei modifizierte Abfangjäger-Projekte auf Basis der Nakajima „Kikka“ geplant
- 1. Projekt: Grundausführung
- Besatzung: 1
- Länge: 9,25 m
- Spannweite: 10,00 m
- Höhe: 3,05 m
- Flügelfläche: 13,21 m²
- Flügelstreckung: 7,6
- Startmasse: 4152 kg
- Leermasse: 3920 kg
- Triebwerk: zwei Strahlturbinen Ishikawajima Ne-20-Kai, 618 kp (6,06 kN)
- Höchstgeschwindigkeit: 700 km/h (in 6.000 m Flughöhe)
- Reichweite: 609 km (in 6.000 m Flughöhe)
- Gipfelhöhe: 12.100 m
- Bewaffnung: eine 30-mm-MK Typ 5
- Starthilfsraketen: zwei Raketen Typ 41 Go 20 (800 kg)
- 2. Projekt: Geänderte Landeklappen
- – gleiche Daten wie 1. Projekt.
- 3. Projekt: Geänderte Landeklappen und vergrößerte Spannweite
- Besatzung: 1
- Länge: 9,25 m
- Spannweite: 10,00 m
- Höhe: 3,05 m
- Flügelfläche: 14,52 m²
- Flügelstreckung: 6,9
- Triebwerk: zwei Strahlturbinen Ishikawajima Ne-20-Kai, 618 kp (6,06 kN)
- Höchstgeschwindigkeit: 685 km/h (in 6.000 m Flughöhe)
- Reichweite: 594 km (in 6.000 m Flughöhe)
- Gipfelhöhe: 12.300 m
- Bewaffnung: eine 30-mm-MK Typ 5
- Starthilfsraketen: zwei Raketen Typ 41 Go Modell 20 (800 kg)

### Jagdbomber
Geschätzte Daten zu dieser Entwicklung:
Entwicklung vergleichbar mit der Me-262-A-2a-Jagdbomber-Version
- Besatzung: 1
- Länge: 11,50 m
- Spannweite: 13,70 m
- Höhe: 4,05 m
- Flügelfläche: 25,0 m²
- Flügelstreckung: 7,5
- Startmasse: 7000 kg
- Leermasse: 4500 kg
- Triebwerk: zwei Strahlturbinen Ishikawajima Ne-130, 908 kp (8,90 kN) oder Nakajima Ne-230, 885 kp (8,68 kN)
- Höchstgeschwindigkeit: 852 km/h (Ne-130), 812 km/h (Ne-230)
- Reichweite: 980 km
- Gipfelhöhe: über 12.000 m
- Bewaffnung (nur Jagdbomber):

zwei 30-mm-MK Ho155-II oder zwei 20-mm-MK Ho5 (Marineausführung)
eine 500-kg- oder 800-kg-Bombe

### Strahltrainer
Geschätzte Daten zu dieser Entwicklung:
Entwicklung vergleichbar mit dem Me-262-B-1a-Strahltrainer:
- Besatzung: 2
- Länge: 9,25 m
- Spannweite: 10,00 m
- Höhe: 3,05 m
- Flügelfläche: 13,21 m²
- Flügelstreckung: 7,6
- Startmasse: 4009 kg
- Triebwerk: zwei Strahlturbinen Ishikawajima Ne-20-Kai, 618 kp (6,06 kN)
- Höchstgeschwindigkeit: 722 km/h (in 6.000 m Flughöhe)
- Reichweite: 667 km (in 6.000 m Flughöhe)
- Starthilfsraketen: zwei Raketen Typ 41 Go Modell 20 (800 kg)

### Spezial-Angriffsflugzeug (Kamikaze)
Geschätzte Daten zu dieser Entwicklung:
- Besatzung: 1
- Länge: 9,25 m
- Spannweite: 10,00 m
- Höhe: 3,05 m
- Flügelfläche: 13,21 m²
- Flügelstreckung: 7,6
- Startmasse: 3550 kg
- Leermasse: 2300 kg
- Triebwerk: zwei Strahlturbinen Ishikawajima Ne-20, 475 kp (4,66 kN)
- Höchstgeschwindigkeit: 677 km/h (in 6.000 m Flughöhe)
- Reichweite: 584 km (in 6.000 m Flughöhe)
- Gipfelhöhe: 10.700 m
- Bewaffnung: eine 250-kg- oder 500-kg-Bombe
- Starthilfsraketen: zwei Raketen Typ 41 Go-Modell-20 (800 kg)

Hochgeschwindigkeits-Modifikation. Auch für Start vom 200-m-Katapult vorgesehen.
- Besatzung: 1
- Länge: 9,25 m
- Spannweite: 10,00 m
- Höhe: 3,05 m
- Flügelfläche: 13,21 m²
- Flügelstreckung: 7,6
- Startmasse: 4080 kg
- Triebwerk: zwei Strahlturbinen Ishikawajima Ne-20, 475 kp (4,66 kN)
- Höchstgeschwindigkeit: 687 km/h (in 6.000 m Flughöhe)
- Reichweite: 584 km (in 6.000 m Flughöhe)
- Gipfelhöhe: 10.700 m
- Bewaffnung: eine 250-kg- oder 500-kg-Bombe
- Starthilfsraketen: zwei Raketen Typ 41 Go-Modell-20 (800 kg)

Nach dem Krieg wurde eine „Kikka“ in die USA gebracht, die heute im National Air and Space Museum steht. Dieses Flugzeug ist unvollständig und besteht vermutlich aus Teilen mehrerer seinerzeit noch im Bau befindlicher Maschinen. Die Maschine ist grün gespritzt. Diese Farbe wurde ursprünglich als Korrosionsschutz für den Seetransport nach den USA aufgebracht. Es gibt keinen Hinweis, dass die in Japan geflogene Kikka ebenfalls grün war. Teilweise wird rotbraun angegeben.